# OK TV
OK TV je česká neplacená komerční celoplošná televizní stanice, která je zaměřena především na hudbu, lifestyle a zábavu. Stanice začala vysílat 16. května 2024, licenci získala 16. ledna 2024, platí 12 let. Stanice vysílá ze Žižkova ze čtyř multifunkčních studií. Od počátku nabízí přibližně dvacet pořadů vlastní tvorby.
Kvůli sporu mezi generálním ředitelem Janem Hlochem kontrolujícím vysílací licenci a zakladateli televize Janou a Arturem Kaiserovými zajišťujícími provoz stanice OK TV těsně po půlnoci z 15. na 16. listopadu 2024 přerušila vysílání. Zakladatelé stanice deklarovali záměr vysílání obnovit s novou licencí, kterou 3. prosince stejného roku získala společnost TV OK s.r.o. Jany Kaiserové. K obnovení vysílání došlo 12. prosince 2024.

## Zaměření
Televize nabízí zábavné a lifestylové pořady, talk show nebo soutěže. Naopak se v programu nemají objevovat filmy, klasické zpravodajství, politika, krimi zprávy či negativní zprávy. Cílovou skupinou jsou diváci nad 35 let, kteří vyhledávají humor, pohodu a laskavost, denně jsou pro ně připraveny malé výhry. Cílem televize je mít podíl na trhu kolem dvou procent a předstihnout TV Barrandov.
Stanice je k dispozici v multiplexu 24 a v nabídce vybraných operátorů IPTV, na satelitu televize nevysílá.

## Pořady
Stanice nabízí přibližně dvacet pořadů vlastní tvorby.
- OK Start – živě moderovaný lifestylový blok vysílaný každý všední den od 8:30 do 12:00, ve kterém se střídají moderátorské dvojice – Radka Pavlovčinová a Dominik Port, Barbora Mottlová a Vojtěch Sklenář, Veronika Lálová a Tomáš Löbl a Simona Míková a Dominika Potůčková.
- Chutně s Betty a Vojtou – kulinářský pořad, moderují Alžběta a Vojtěch Urbanovi.
- Jeden na jednoho – soutěžní pořad o výhru až 100 000 korun, moderuje Petr Šiška.
- Co Čech, to profesor – soutěžní pořad, ve kterém soutěžící odpovídají až na 10 otázek na ulici s možností maximální výhry 1 000 Kč, moderuje René Kekely.
- Face to face – talk show, moderuje René Kekely.
- Kartotéka Martina Hrdinky – hudební pořad, moderuje Martin Hrdinka.
- Fesťák – hudební pořad, moderuje Genny Ciatti.
- Hitparáda – hudební trendy, moderuje Radka Pavlovčinová.
- Andělská noc – živě vysílaná hudební talk show, moderuje Pavel Anděl.
- Hvězdy manéže – pořad ze světa cirkusů, moderuje Šárka Vaňková.
- VIP koktejl – zprávy ze showbyznysu, moderují Klára Šedová a Šárka Vaňková.
- S Alicí v kuchyní – kulinářský pořad, moderují Alice Bendová a Andrea Lišková.
- Holky na tahu – pořad s tématy pro ženy, moderují Eva Decastelo a Barbora Mottlová.
- Sejdeme se u Cibulky – talk show, moderuje Aleš Cibulka.
- Talk show Miloše Knora – lehce nekorektní talk show, moderuje Miloš Knor.
- Naplno – sportovní příběhy, moderuje Veronika Lálová.
- Káraoke – hudební talk show odehrávající se v autě, moderuje Tomáš Löbl.
- Škola hrou – soutěžní pořad, ve kterém soutěží děti ze základních škol proti dospělým známým osobnostem, moderují Valentýna Bečková a Jakub Jenčík.
- Tety Květy – příběhy tety Květy pro nejmenší děti, moderují Lešek a Magdaléna Wronkovi.
- Zdeněk a Matýsek – dětská show, moderuje Zdeněk Polach.